# Phaon camerunensis
Phaon camerunensis är en trollsländeart som beskrevs av Sjöstedt 1899. Phaon camerunensis ingår i släktet Phaon och familjen jungfrusländor. IUCN kategoriserar arten globalt som livskraftig. Inga underarter finns listade i Catalogue of Life.